# Тесса Гоббо
Тесса Гоббо (англ. Tessa Gobbo, нар. 8 грудня 1990, Кін, Нью-Гемпшир, США) — американська веслувальниця, олімпійська чемпіонка 2016 року, дворазова чемпіонка світу.

## Виступи на Олімпіадах
| Олімпіада | Дисципліна                     | Місце |
| --------- | ------------------------------ | ----- |
| Ріо 2016  | вісімка розстібна зі стерновим | 1     |

## Зовнішні посилання
- Профіль на сайті FISA.

1. ↑  Tessa Gobbo